# Ла Хоја (Тексас)
Ла Хоја (енгл. La Joya) град је у америчкој савезној држави Тексас. По попису становништва из 2010. у њему је живело 3.985 становника.

## Демографија
Према попису становништва из 2010. у граду је живело 3.985 становника, што је 682 (20,6%) становника више него 2000. године.
| Група             | 2000.         | 2010.         |
| Белци             | 69 (2,1%)     | 82 (2,1%)     |
| Афроамериканци    | 6 (0,2%)      | 5 (0,1%)      |
| Азијати           | 16 (0,5%)     | 2 (0,1%)      |
| Хиспаноамериканци | 3.210 (97,2%) | 3.889 (97,6%) |
| Укупно            | 3.303         | 3.985         |